# Some Kind of Monster (EP)
Some Kind of Monster (englisch für „Eine Art Monster“) ist eine EP und ein Lied der US-amerikanischen Metal-Band Metallica. Der Song wurde in EP-Form als vierte Single ihres achten Studioalbums St. Anger am 13. Juli 2004 veröffentlicht. Zeitgleich erschien auch der gleichnamige Dokumentarfilm Metallica: Some Kind of Monster.

## Some Kind of Monster

### Inhalt
Das Lied handelt von „einer Art Monster“ wie Frankensteins Monster, das in jedem Menschen lebe. Es wird unter anderem als „die Last eines jeden Mannes“, „der Schmerz, der niemals aufhört“ oder „die Faust, die dich niederschlägt“ umschrieben.

### Musikvideo
Das Video wurde während der Aufnahmen zu St. Anger in den Jahren 2002 und 2003 in San Rafael (Kalifornien) aufgenommen, wobei Bruce Sinofsky Regie führte. Es beinhaltet eine mit 4:30 Min. deutlich kürzere Variante des Songs als die Albumversion und zeigt die Band auf Konzerten sowie beim Einspielen des Lieds in ihrem Quartier. Außerdem sind Ausschnitte aus der Dokumentation Metallica: Some Kind of Monster, die vom Entstehungsprozess des Albums St. Anger handelt, enthalten.

## Produktion
Die EP wurde von Metallica in Zusammenarbeit mit dem kanadischen Musikproduzent Bob Rock produziert.

## Covergestaltung
Das Cover der EP wurde von Matt Mahurin gestaltet. Es zeigt ein monsterartiges Wesen mit Flügeln, das den Mund aufreißt und seinen Kopf nach oben streckt. Über dem Bild befindet sich der Schriftzug Metallica und darunter der Titel Some Kind of Monster in roten Buchstaben auf schwarzem Hintergrund.

## Titelliste
Neben der langen und kurzen Version des Titelsongs sind auf der EP sechs Livetracks enthalten, die bei Auftritten im Juni 2003 in Paris mitgeschnitten wurden.
1. Some Kind of Monster – 8:25
2. The Four Horsemen (Live) – 5:20
3. Damage, Inc. (Live) – 4:58
4. Leper Messiah (Live) – 5:55
5. Motorbreath (Live) – 3:19
6. Ride the Lightning (Live) – 6:40
7. Hit the Lights (Live) – 4:11
8. Some Kind of Monster (Edit) – 4:17

## Chartplatzierungen und Auszeichnungen
Some Kind of Monster stieg am 13. September 2004 auf Platz 65 in die deutschen Albumcharts ein und hielt sich drei Wochen in den Top 100. Auch in Österreich, der Schweiz und in den Vereinigten Staaten erreichte die EP die Charts. Besonders erfolgreich war sie in Finnland, wo sie Rang 5 belegte.
Bei den Grammy Awards 2005 wurde Some Kind of Monster in der Kategorie Best Hard Rock Performance nominiert, unterlag jedoch dem Lied Slither von Velvet Revolver.